# Bun jezik
Bun jezik (ISO 639-3: buv), jedan od šest jezika jezične porodice yuat, kojim govori oko 480 ljudi (2003 SIL) u provinciji East Sepik u Papui Novoj Gvineji. Srodni su mu ostali yuatski jezici (Laycock, 1973). danas se govori i malenom selu Bun, dok je jedno drugo selo u kojem je ovo pleme živjelo stradalo u ratovima

## Vanjske poveznice
- Ethnologue (14th)
- Ethnologue (15th)